# Estereoscopia

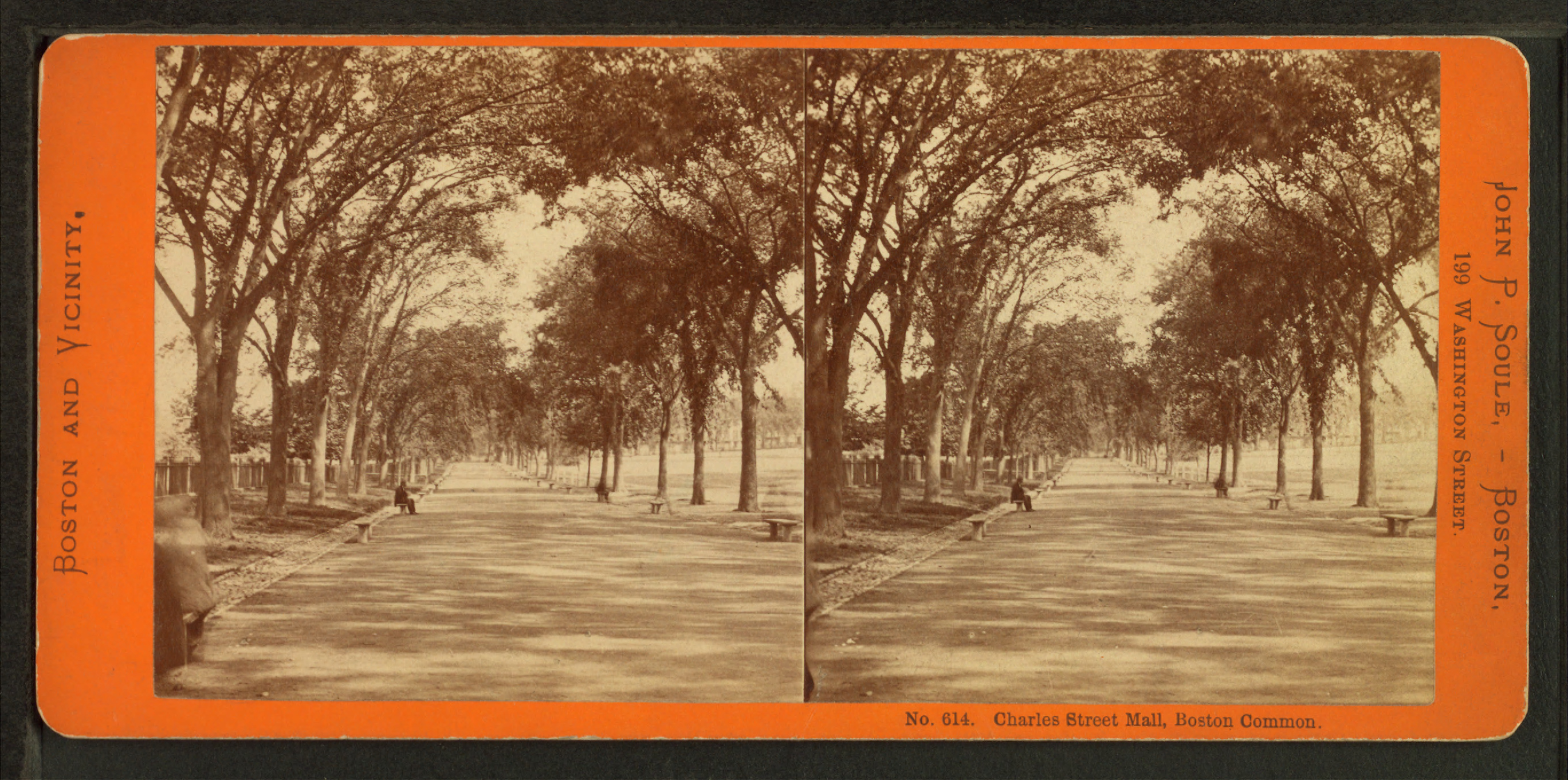
Vista de Boston, c. 1860; um cartão estereoscópico antigo que permite uma visualização tridimensional de uma cena da natureza.

Estereoscopia (do grego "στερεός" (stereos), "firme, duro, sólido" + "σκοπέω" (skopeō), "ver", "observar") é uma técnica usada para se obter informações do espaço tridimensional, através da análise de duas imagens obtidas em pontos diferentes. 

## Visão geral

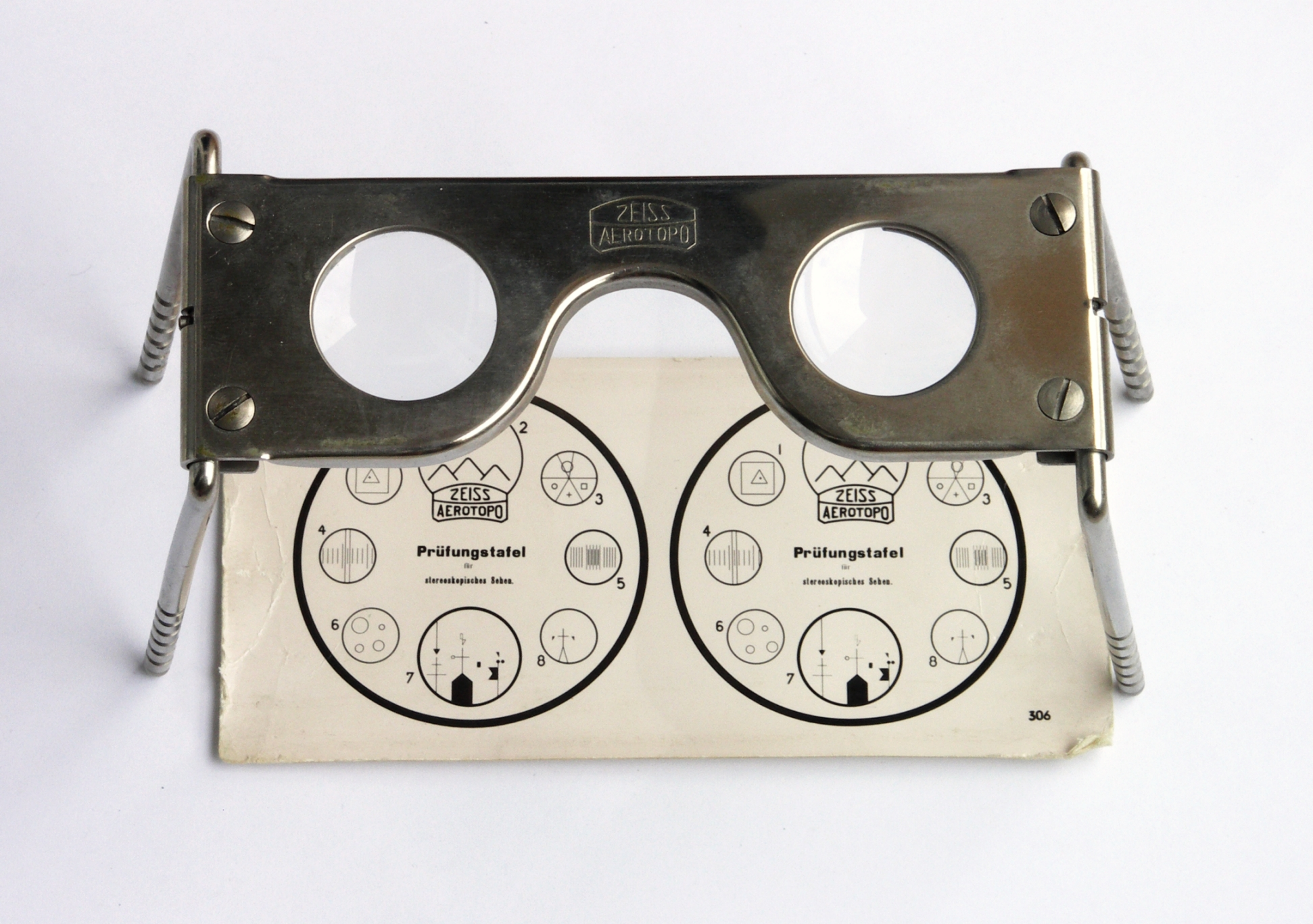
Estereoscópio de bolso com imagem de teste original. Usado por militares para examinar pares estereoscópicos de fotografias aéreas.

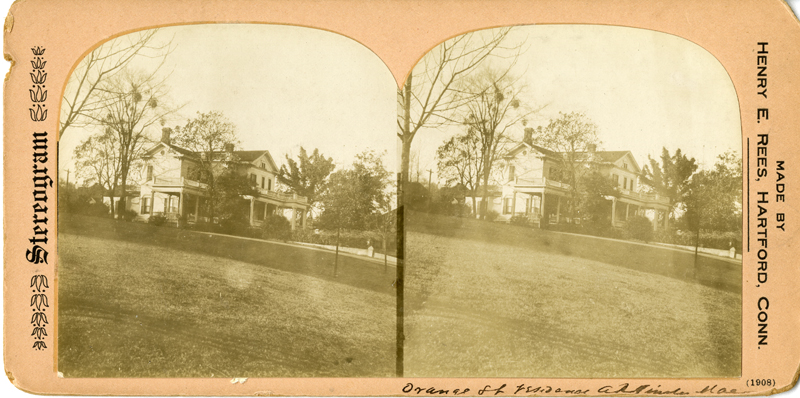
Imagem estereoscópica da 787 Orange Street, casa Addison R. Tinsley, por volta de 1890.

A estereoscopia é um fenómeno natural que ocorre em muitos animais com dois pontos de visão e também no ser humano, quando uma pessoa observa em seu redor uma cena qualquer. O fato de o ser humano ter dois olhos permite-lhe, através da estereoscopia, ter a noção de profundidade espacial, com o objetivo de, por exemplo, ter a noção da distância a que se encontram os objetos. A estereoscopia humana é a análise de duas imagens da cena que são projetadas nos olhos em pontos de observação ligeiramente diferentes (distância pupilar), sendo que o cérebro funde as duas imagens no córtex visual, e nesse processo, o indivíduo obtém informações quanto à profundidade, distância, posição e tamanho dos objetos, gerando uma sensação de visão tridimensional.
A estereoscopia é também largamente usada em sistemas de vídeo e de processamento de imagem, para, por exemplo, com um número variado de câmaras de vídeo (duas ou mais), poder o sistema computacional associado calcular a posição 3D, o tamanho ou a velocidade dos objetos. Esta análise computacional é possível através de processamento de imagem, pois são conhecidas as características intrínsecas das câmaras (distância focal, tipo de lente, etc.), as sua posições 3D no espaço e as suas orientações tridimensionais (vetor 3D em que estão alinhadas) 
Por meio da estereoscopia é também possível a confecção de Cartas Topográficas, num processo chamado restituição, no qual um operador é capaz, a partir de duas fotografias aéreas, ver a imagem de um terreno em três dimensões, sendo assim capaz de desenhar o que vê num aparelho restituidor.

## Percepção
A percepção de imagem estereoscópica pode ser obtida naturalmente através da disparidade na retina humana quando se olha para objetos reais do cotidiano. Ou imagens estéreo geradas por computador, em que a disparidade entre as imagens, é conhecida como paralaxe.

### Disparidade da retina
Disparidade da retina é a distância, na direção horizontal, entre os pontos de sobreposição correspondentes às imagens esquerda e direita na retina.

### Paralaxe
Paralaxe é a distância horizontal entre a imagem esquerda e a direita em que aparece os objetos em relação ao observador. Existem paralaxe zero, positiva, negativa e divergente.
Este efeito também pode ser reconstruído através de softwares 3D, como por exemplo o Blender, 3dsmax, Cinema4D ou o Maya.